# Panikk
Panikk ist eine slowenische Thrash-Metal-Band aus Ljubljana, die im Jahr 2008 gegründet wurde.

## Geschichte
Die Band wurde im Jahr 2008 gegründet. Im folgenden Jahr erschien ein erstes selbstbetiteltes Demo, ehe Auftritte in ganz Slowenien folgten. 2013 erschien bei dem slowenischen Label Metal Tank Records das Debütalbum Unbearable Conditions. Im nächsten Jahr kam Črt Valentić als neuer Schlagzeuger hinzu, woraufhin die Besetzung neben ihm aus dem Sänger und Gitarristen Gašper „Gapa“ Flere, dem Gitarristen Nejc Nardin und dem Bassisten Rok Vrčkovnik bestand. Im selben Jahr unterzeichnete die Gruppe einen Vertrag bei Xtreem Music. Die neue Besetzung änderte sich bereits im September 2015 erneut, als Jaka Črešnar den Gitarristen Nardin ersetzte. Im selben Jahr wurde die EP Pass the Time veröffentlicht. Für das Jahr 2016 ist bei Xtreem Music die Veröffentlichung eines zweiten Albums geplant. Bei diesem Label wurde bereits 2014 das Debütalbum mit einem Bonuslied wiederveröffentlicht.

## Stil
Luxi Lahtinen von voicesfromthedarkside.de schrieb in der Rezension zu Unbearable Conditions, dass hierauf Thrash Metal im Stil der San Francisco Bay Area zu hören ist und sie somit mit der Musik von Forbidden, Death Angel, Heathen, Exodus und besonders Vio-lence vergleichbar sei. Die Songs seien aggressiv, Riff-orientiert und schnell und würden von Gang Shouts Gebrauch machen. Alfonso Perez, ebenfalls von voicesfromthedarkside.de, rezensierte zudem noch die Wiederveröffentlichung des Albums. Er bezeichnete die Musik als Retro-Thrash-Metal und eine aggressivere Version von frühen Forbidden. Vor allem der Gesang erinnere an den Forbidden-Frontmann Russ Anderson. Zudem seien Einflüsse von Death Angel, Atrophy, Mordred, Artillery und Assassin hörbar.

## Diskografie
- 2009: Panikk (Demo, Eigenveröffentlichung)
- 2013: Unbearable Conditions (Album, Metal Tank Records)
- 2015: Pass the Time (EP, Xtreem Music)
- 2017: Discarded Existence (Album, Xtreem Music)